# Kwama jezik
Kwama jezik (ISO 639-3: kmq; afan mao, amam, gogwama, goma, gwama, koma of asosa, nokanoka, north koma, t’wa kwama, takwama), nilsko-saharski jezik skupine komuz, podskupine koman, kojim govori 15 000 ljudi (1982 SIL) u regiji (kililoch) Benishangul-Gumuz u Etiopiji gdje imaju 18 sela blizu Bonga-a, i jedno, Yabus, u Sudanu.
Ertnička grupa zove se Sjeverni Koma ili Kwama (Gwama), a upotrebljavaju i jezik zapadni centralni oromo [gaz].

## Vanjske poveznice
- Ethnologue (14th)
- Ethnologue (15th)